# Катальпа
Ката́льпа (Catalpa) — рід квітучих дерев родини біньйонієвих. Його представники поширені у теплих та субтропічних регіонах Північної Америки, Карибів, Східної Азії.

## Опис
Більшість катальп — листопадні дерева висотою до 12-18 метрів з розміром крони 6-12 метрів. 10-річний саджанець сягає висоти 6 метрів. Відрізняються великими, серцеподібними або трилопатевими листками, яскравими білими або жовтими квітами в широких складних суцвіттях. Восени мають плоди довжиною 20-50 сантиметрів, які нагадують тонку стручкову квасолю, наповнені невеликим пласким насінням. Кожна насінина має два тонкі крила, які допомагають розноситись вітром.
Завдяки великому листю, катальпа є улюбленим місцем для багатьох птахів, котрим надає притулок від дощу та вітру. На кінцях гілок висять зелені бобові стручки, котрі наприкінці літа стають коричневими, а потім опадають. Деревина катальпи є дуже м'якою.
Катальпа починає цвісти приблизно на третій рік, а насіння з'являється приблизно через 5 років.

## Етимологія

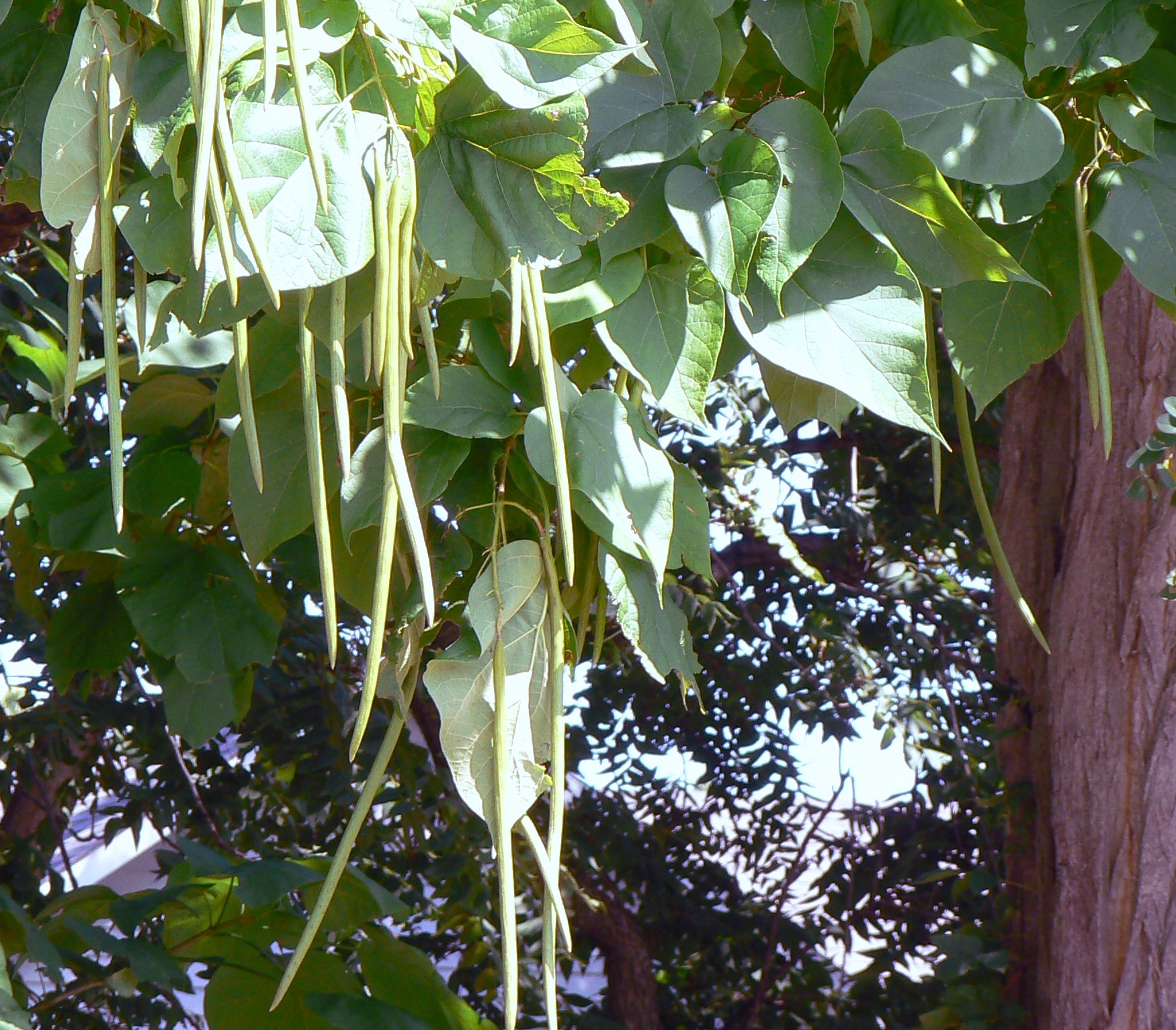
Стручки та листя катальпи

Назва походить від назви дерева мовою індіанців маскокі «kutuhlpa», що означає «крилата голова». Написання «Катальпа» (англ. Catalpa або англ. Catalpah) почав використовувати Марк Кейтсбі десь у 1729—1732 роках, а Карл Лінней опублікував назву дерева як Bignonia catalpa у 1753 році. Джованні Антоніо Скополі описав рід Катальпа у 1777 році.
Бобовий стручок з насінням став основою альтернативної народної назви «Індіанське бобове дерево» або «Сигарне дерево» для Catalpa bignonioides та Catalpa speciosa, відповідно.

## Використання
Катальпи використовують як декоративні рослини.
Деревину катальпи іноді використовують у виробництві гітар.

## Вибрані види
- Catalpa bignonioides Walter — південна катальпа
- Catalpa brevipes Urb.
- Catalpa bungei C.A.Mey. — Манчжурська катальпа
- Catalpa cassinoides Spreng.
- Catalpa communis Dum.Cours.
- Catalpa cordifolia Moench
- Catalpa denticulata Urb.
- Catalpa domingensis Urb.
- Catalpa duclouxii Dode
- Catalpa ekmaniana Urb.
- Catalpa fargesii Bur.
- Catalpa henryi Dode
- Catalpa heterophylla Dode
- Catalpa himalayensis Hort. ex Dippel
- Catalpa hirsuta Spreng.
- Catalpa kaempferi Siebold & Zucc.
- Catalpa longisiliqua Cham.
- Catalpa longissima (Jacq.) Dum.Cours. — Гаїтянська катальпа
- Catalpa macrocarpa Ekman
- Catalpa microphylla Spreng.
- Catalpa nana Hort. ex Dippel
- Catalpa oblongata Urb. & Ekman
- Catalpa obovata Urb.
- Catalpa ovata G.Don — Китайська катальпа. Також називається Жовта катальпа за колір її квітів.
- Catalpa pottsii Seem.
- Catalpa pubescens (Griseb.) Bisse
- Catalpa pumila Hort. ex Wien.
- Catalpa punctata Griseb.
- Catalpa purpurea Griseb.
- Catalpa silvestrii (Pamp. & Bonati) S.Y.Hu
- Catalpa speciosa Warder ex Engelm. — північна катальпа
- Catalpa sutchuensis Dode
- Catalpa ternifolia Cav.
- Catalpa thunbergii Hort. ex Wien.
- Catalpa tibetica Forrest
- Catalpa umbraculifera Hort.
- Catalpa vestita Diels
- Catalpa wallichiana Hort. ex Wien.

Джерела списку — GRIN та IPNI.